# Sylvain Dufour
Pour les articles homonymes, voir Dufour.
Sylvain Dufour, né le 19 novembre 1982 à Saint-Dié (Vosges), est un snowboardeur français de la station du Lac Blanc (Haut-Rhin) spécialisé dans les épreuves de snowboardcross, slalom parallèle et slalom géant parallèle. 
Il participe à ses premières olympiades en 2010 à Vancouver et s'est aligné à sept reprises aux Championnats du monde. C'est au cours de sa troisième participation à l'évènement en 2009 qu'il décroche deux médailles d'argent en slalom géant parallèle derrière le canadien Jasey Jay Anderson et en slalom parallèle derrière l'autrichien Benjamin Karl. En Coupe du monde, monte sur son premier podium lors d'un slalom géant parallèle à Limone Piemonte en décembre 2008 en prenant la seconde place derrière le Canadien Matthew Morison. Il avait failli arrêter sa carrière sportive à la suite d'un accident de VTT en 2007.

## Biographie
Il découvre le snowboard à l’âge de 8 ans et débutera la compétition 4 ans plus tard, en 1994. Il enchaîne les entraînements et les compétitions. En décembre 2008, après quelques années difficiles et à force de persévérance, il décroche deux médailles aux Championnats du monde. 
Ces deux belles performances lui permettent en 2009, parallèlement à sa carrière de sportif de haut niveau, de rejoindre le dispositif Athlètes SNCF en tant qu’agent commercial voyageurs à Strasbourg.
Lors des championnats du monde 2009 en Corée du Sud, Sylvain Dufour concourt dans l'épreuve du slalom parallèle et du slalom géant parallèle. Le 21 janvier 2009, il passe le stade des qualifications en slalom géant avec le 6e temps (il faut être dans les 16 meilleurs pour participer au tableau final). En huitièmes-de-finale, il bat l'Italien Meinhard Ehrlacher facilement, en quart-de-finale il est opposé au grand favori autrichien Siegfried Grabner (leader du classement du parallèle et du général de la coupe du monde), alors que l'autrichien le devance de onze centimes en première manche, le Français refait son retard et s'impose finalement avec 1 min 58 s d'avance lui ouvrant les portes des demi-finales. Il retrouve un autre Autrichien Benjamin Karl (vainqueur de la coupe du monde de parallèle et du général en 2008), Dufour fait le trou en première manche avec 42 centièmes d'avance puis creuse l'écart en seconde manche pour finalement le battre avec plus de deux secondes d'avance. Il parvient alors en finale et sûr d'avoir une médaille deux jours après l'argent de son compatriote Xavier de Le Rue en snowboardcross. Opposé au Canadien Jasey Jay Anderson (triple champion du monde : slalom en 2001 et 2005, slalom géant en 2005), ce dernier, vainqueur des qualifications, prend de l'avance en première manche avec 88 centièmes, en seconde manche le Français refait un peu de son retard pour finalement échouer à 39 centièmes d'Anderson qui remporte son quatrième titre de champion du monde. Le Français remporte quant à lui sa première médaille (en argent) en championnat du monde.
Le lendemain 22 janvier 2009, il se présente en slalom, de nouveau qualifié pour le tableau final avec le 6e temps, il élimine en huitième-de-finale le slovène Rok Marguc. En quart-de-finale, il est opposé à l'un des grands favoris le Suisse Simon Schoch (champion du monde en titre), Le Suisse perd la première manche et laisse 1 min 34 s d'avance au Français, Dufour confirme sa suprématie pour s'imposer avec plus d'une seconde d'avance en seconde manche. En demi-finale, il affronte un autre grand favori en la personne du Slovène Rok Flander (médaille de bronze en 2007), en première manche il y a quasiment une égalité parfaite entre les deux snowboardeurs avec une légère avance pour le Français de 9 centièmes, en revanche en seconde manche le Français domine largement son adversaire et se qualifie pour sa seconde finale de ces championnats du monde. En finale, il affronte le vainqueur des qualifications l'Autrichien Benjamin Karl que le Français avait éliminé la veille en slalom géant. Dans la première manche, le Français fait des erreurs qui le relèguent à 1 min 34 s de Karl, en seconde manche Dufour essaie de revenir sur son adversaire mais perd de 97 centièmes. Cela lui permet néanmoins de remporter une deuxième médaille d'argent dans ces championnats.
Le 27 février 2010, Sylvain Dufour participe pour la première fois aux Jeux olympiques, et malgré le deuxième temps obtenu lors des qualifications, il échoue en huitièmes de finale, victime d'une chute dans la première manche.
Depuis, il est monté au total sur sept podiums dont quatre victoires à Valmalenco (slalom géant parallèle) en 2011, à Carezza (slalom parallèle) en 2013, à Sudelfeld en 2014 et à Bansko (slalom géant) en 2017. Lors de la saison 2013-2014, le snowboardeur est récompensé par le globe de cristal du slalom parallèle.
Lors des Jeux olympiques de Sochi, le 19 février 2014, il se loupe complètement en Géant parallèle, discipline qui est aussi "sa spécialité" : il se qualifie tout juste pour le tableau final et il rate complètement son 1/8ème de finale.
Trois jours après, à l'occasion du slalom parallèle, spécialité dont il est tenant du globe de la coupe du monde, il se qualifie à la 10e place mais, il sort 2 fois lors du tracé en 1/8ème de finale et est éliminé de la compétition. Les conditions étaient pourtant parfaites pour lui : neige douce  avec soleil et tracé qui "troue".

## Palmarès

### Jeux olympiques
| Épreuve / Édition      | Vancouver 2010                                                          | Sotchi 2014 | Pyeongchang 2018                 |
| Slalom géant parallèle | 10e                                                                     | 16e         | 4e                               |
| Slalom parallèle       | Épreuve non existante, apparition unique au programme olympique en 2014 | 11e         | Épreuve inexistante à cette date |

### Championnats du monde
| Édition/Discipline         | Slalom géant parallèle | Slalom parallèle |
| Championnats du monde 2005 | 23e                    | 31e              |
| Championnats du monde 2007 | 22e                    | 27e              |
| Championnats du monde 2009 | Argent                 | Argent           |
| Championnats du monde 2011 | 11e                    | DNF              |
| Championnats du monde 2013 | 13e                    | 10e              |
| Championnats du monde 2015 | 18e                    | 23e              |
| Championnats du monde 2017 | 35e                    | 22e              |
| Championnats du monde 2020 | 24e                    | 20e              |

### Coupe du monde de snowboard
- 1 petit  globe de cristal :
  - Vainqueur du classement slalom parallèle en 2014.
- 10 podiums dont 4 victoires.

### Championnat de France
- Médaille d'or - 2019
- Médaille d'or - 2017
- Médaille d'or - 2016
- Médaille d'or - 2015
- Médaille d'or - 2014
- Médaille d'or - 2013
- Médaille d'or - 2012
- Médaille d'or - 2011
- Médaille d'argent - 2010
- Médaille d'or - 2009
- Médaille d'argent - 2008
- Médaille d'or - 2007
- Médaille d'argent - 2006
- Médaille d'argent - 2005